# Организация по защите репродуктивных прав Острова Принца Эдуарда
Организация по защите репродуктивных прав Острова Принца Эдуарда (англ. Prince Edward Island Reproductive Rights Organization) — специальная группа, выступающая за проведение абортов на Острове Принца Эдуарда. Остров Принца Эдуарда является единственной канадской провинцией, на территории которой не проводятся хирургические аборты. Аборты предоставляются системой здравоохранения Острова Принца Эдуарда в близлежащем медицинском центре Галифакса. Организация по защите репродуктивных прав была основана студентами местного колледжа.
Организация начала свою деятельность в ноябре 2011 года, когда они провели митинг общественного просвещения возле здания законодательного собрания провинции. Организация по защите репродуктивных прав Острова Принца Эдуарда провела второй митинг 20 октября 2012 года, и к ней присоединились другие группы сторонников абортов по всей стране, которые требовали предоставления доступа к абортам на Острове Принца Эдуарда в качестве своей главной цели.

## Предыстория
После того как в 1988 году аборты в Канаде были декриминализованы, почти все провинции начали финансировать аборты в соответствии с Законом о здравоохранении. Единственными провинциями, ограничивающими оплату абортов, являются Остров Принца Эдуарда и Нью-Брансуик, которые оплачивают только аборты, сделанные в государственных больницах, а не в частных клиниках.

## Позиция организации
Основная цель Организации — вернуть аборты на территорию Острова Принца Эдуарда. Группа не возражает против других медицинских услуг, предоставляемых системой здравоохранения Острова Принца Эдуарда в соседних провинциях. Группа не высказывалась по поводу лечения рака или услуг по охране здоровья детей, которые также предоставляются в соседних провинциях.